# 2:45-Stunden-Rennen von Lime Rock 2009

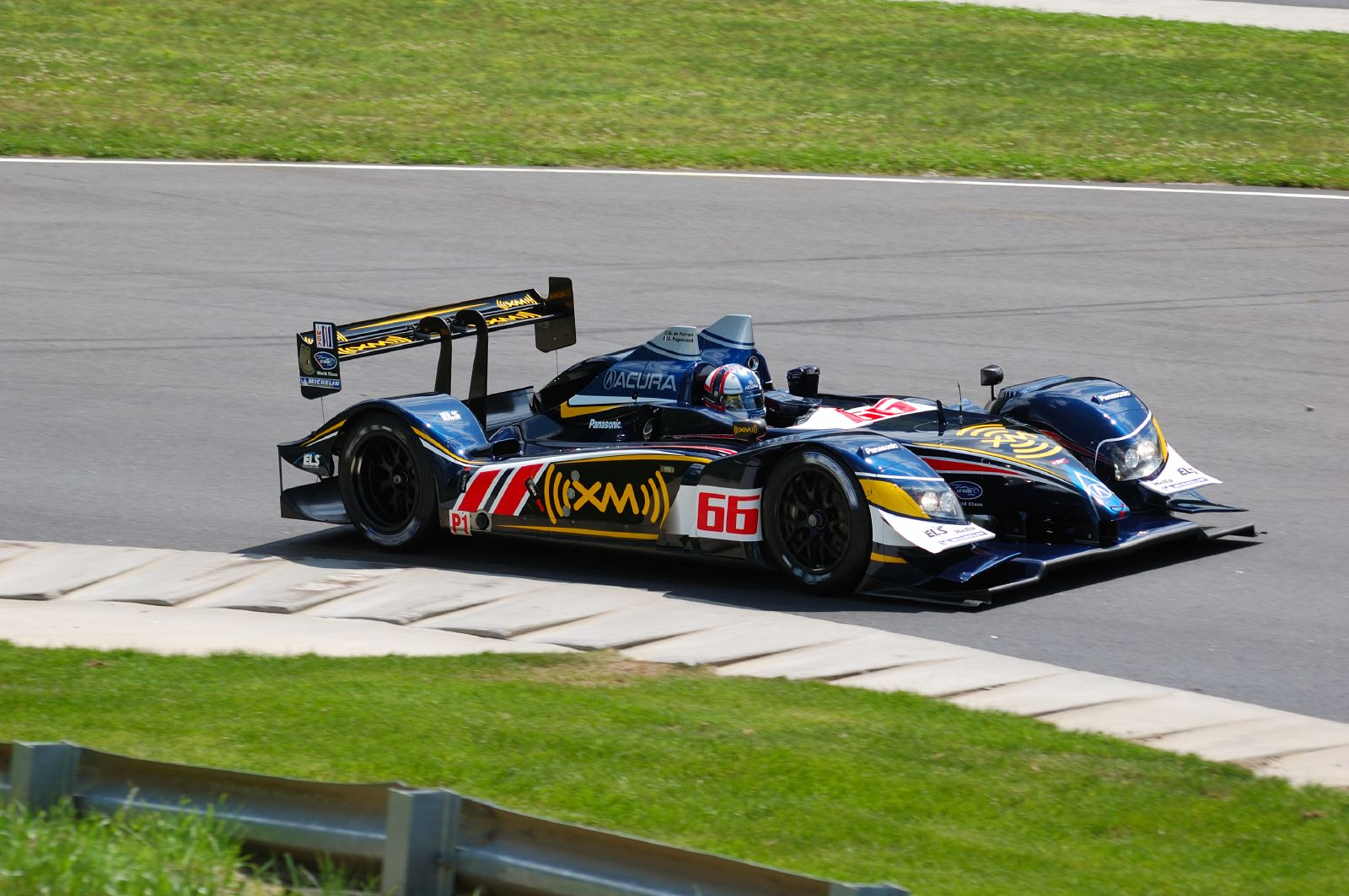
Acura ARX-02a mit der Startnummer 66, Siegerwagen von Gil de Ferran und Simon Pagenaud

Das 2:45-Stunden-Rennen von Lime Rock 2009, auch American Le Mans Northeast Grand Prix, Lime Rock Park, Lakeville, fand am 18. Juli auf dem Lime Rock Park statt und war der fünfte Wertungslauf der American Le Mans Series dieses Jahres.

## Das Rennen
Mit dem dritten Gesamtsieg in Folge etablierten sich Gil de Ferran und Simon Pagenaud auf ihrem Acura ARX-02a zum dominierenden Duo der American Le Mans Series Saison 2009. Im Lime Rock Park siegten sie mit dem Vorsprung von 43 Sekunden auf die Modell- und Typenkollegen Scott Sharp und David Brabham. Als Gesamtdritte kamen Johnny Mowlem und Stefan Johansson im Ginetta-Zytek 09HS ins Ziel. 

## Ergebnisse

### Schlussklassement
| 1           | LMP1  | 66 | De Ferran Motorsports           | Gil de Ferran Simon Pagenaud                 | Acura ARX-02a                 | 184 |
| 2           | LMP1  | 9  | Patrón Highcroft Racing         | Scott Sharp David Brabham                    | Acura ARX-02a                 | 184 |
| 3           | LMP1  | 48 | Corsa Motorsports               | Johnny Mowlem Stefan Johansson               | Ginetta-Zytek 09HS            | 177 |
| 4           | LMP2  | 20 | Dyson Racing Team Inc.          | Marino Franchitti Butch Leitzinger           | Lola B08/86                   | 172 |
| 5           | GT2   | 45 | Flying Lizard Motorsports       | Patrick Long Jörg Bergmeister                | Porsche 997 GT3 RSR           | 167 |
| 6           | LMP1  | 12 | Autocon Motorsports             | Chris McMurry Tony Burgess                   | Lola B06/10                   | 166 |
| 7           | LMP2  | 15 | Lowe's Fernandez Racing         | Luis Díaz Adrián Fernández                   | Acura ARX-01b                 | 166 |
| 8           | GT2   | 62 | Risi Competizione               | Pierre Kaffer Jaime Melo                     | Ferrari F430 GTC              | 166 |
| 9           | GT2   | 90 | BMW Rahal Letterman Racing Team | Bill Auberlen Joey Hand                      | BMW E92 M3                    | 166 |
| 10          | GT2   | 87 | Farnbacher Loles Racing         | Bryce Miller Wolf Henzler                    | Porsche 997 GT3 RSR           | 165 |
| 11          | GT2   | 18 | T-Mobile VICI Racing            | Johannes Stuck Richard Westbrook             | Porsche 997 GT3 RSR           | 163 |
| 12          | GT2   | 21 | Panoz Team PTG                  | Ian James Dominik Farnbacher                 | Panoz Esperante GTLM          | 163 |
| 13          | GT2   | 44 | Flying Lizard Motorsports       | Seth Neiman Johannes van Overbeek            | Porsche 997 GT3 RSR           | 159 |
| 14          | GT2   | 11 | Primetime Race Group            | Joel Feinberg Chris Hall                     | Dodge Viper Competition Coupe | 158 |
| 15          | LMP2  | 19 | Van der Steur Racing Inc.       | Adam Pecorari Gunnar van der Steur           | Radical SR9                   | 157 |
| 16          | GT2   | 40 | Robertson Racing LLC            | David Murry Andrea Robertson David Robertson | Ford GT-R Mk.7                | 153 |
| 17          | Chall | 36 | Gruppe Orange                   | Wesley Hoaglund Bob Faieta                   | Porsche 997 GT3 Cup           | 149 |
| 18          | Chall | 08 | Orbit Racing                    | Ed Brown Bill Sweedler                       | Porsche 997 GT3 Cup           | 146 |
| 19          | Chall | 02 | Gruppe Orange                   | Don Pickering Nick Parker                    | Porsche 997 GT3 Cup           | 144 |
| 20          | GT2   | 92 | BMW Rahal Letterman Racing Team | Tommy Milner Dirk Müller                     | BMW E92 M3                    | 142 |
| Ausgefallen |       |    |                                 |                                              |                               |     |
| 21          | Chall | 57 | Snow Racing                     | Melanie Snow Martin Snow                     | Porsche 997 GT3 Cup           | 143 |
| 22          | LMP1  | 37 | Intersport Racing               | Clint Field Jon Field                        | Lola B06/10                   | 138 |
| 23          | LMP2  | 16 | Dyson Racing Team Inc.          | Chris Dyson Guy Smith                        | Lola B09/86                   | 63  |
| 24          | Chall | 47 | Orbit Racing                    | Guy Cosmo John Baker                         | Porsche 997 GT3 Cup           | 52  |

### Nur in der Meldeliste
Hier finden sich Teams, Fahrer und Fahrzeuge, die ursprünglich für das Rennen gemeldet waren, aber aus den unterschiedlichsten Gründen daran nicht teilnahmen.
| Pos. | Klasse | Nr. | Team           | Fahrer | Chassis              |
| ---- | ------ | --- | -------------- | ------ | -------------------- |
| 25   | GT2    | 22  | Panoz Team PTG |        | Panoz Esperante GTLM |

### Klassensieger
| Klasse | Fahrer            | Fahrer           | Fahrzeug            | Platzierung im Gesamtklassement |
| ------ | ----------------- | ---------------- | ------------------- | ------------------------------- |
| LMP1   | Gil de Ferran     | Simon Pagenaud   | Acura ARX-02a       | Gesamtsieg                      |
| LMP2   | Marino Franchitti | Butch Leitzinger | Lola B08/86         | Rang 4                          |
| GT1    | Patrick Lon       | Jörg Bergmeister | Porsche 997 GT3 RSR | Rang 5                          |
| Chall  | Wesley Hoaglund   | Bob Faieta       | Porsche 997 GT3 Cup | Rang 17                         |

### Renndaten
- Gemeldet: 25
- Gestartet: 24
- Gewertet: 20
- Rennklassen: 4
- Zuschauer: unbekannt
- Wetter am Renntag: warm und trocken
- Streckenlänge: 2,414 km
- Fahrzeit des Siegerteams: 2:45:14,053 Stunden
- Gesamtrunden des Siegerteams: 184
- Gesamtdistanz des Siegerteams: 444,179 km
- Siegerschnitt: 161,290 km/h
- Pole Position: Simon Pagenaud – Acura ARX-02a (#66) – 0:46,971 = 185,018 km/h
- Schnellste Rennrunde: Simon Pagenaud – Acura ARX-02a (#66) – 0:47,791 = 181,843 km/h
- Rennserie: 5. Lauf zur ALMS-Saison 2009